# Casa Torres (Barcelona)
La Casa Torres és un edifici situat als carrers del Pi i de Perot lo Lladre de Barcelona, catalogat com a bé amb elements d'interès (categoria C).

## Història
Va ser construït entre finals del segle xv i la primera dècada del xvi com a residència familiar dels Torres, i a la capella de Santa Joaquima de Vedruna (antigament de Sant Joan Baptista i Sant Joan Evangelista) de la basílica del Pi hi ha la tomba de Bernardí de Torres i Palau de Clasquerí i el seu fill Jeroni de Torres i Vezoa de Heredia, de principis del segle xvii, amb l'escut quarterat del llinatge, al qual també pertanyien dos dels tres pavesos del segle xiv que se'n conserven al tresor.
Ja al segle xvii, Gertrudis de Torres i Bellafila senyora d'Almenara Alta i Margalef, es va casar amb Pere de Fivaller i Pol. A principis del segle xviii, l'edifici es trobava en mal estat, i entre els anys 1730 i 1731, l'hereu Carles de Fivaller-Clasquerí i de Torres (1662-1741) va fer-lo reformar per a convertir-lo en casa de veïns. El 1778, el seu fill Joan de Fivaller i Rubí va demanar permís per a tapiar unes obertures i desfer una volada, al lloc de la qual va fer construir una cornisa, i novament el 1785 per a obrir-hi finestres i balcons i remuntar-hi un pis. Casat amb Maria Antònia de Bru i Descatllar de Besora, el matrimoni vivia al Palau Bru del carrer de la Mercè.

## Descripció
És un gran casal de planta baixa, dos pisos i golfes que s'estructura al voltant de dos patis interiors. El principal, al qual s'accedeix a través d'un portal d'arc de mig punt adovellat, té a mà esquerra unes arcades gòtiques i a mà dreta l'escalinata que condueix a la planta noble, on hi ha l'escut d'armes dels Torres i hi destaca la loggia medieval, posada al descobert en la reforma del 1992-1994 per a convertir-lo en unes galeries comercials. Al fons hi ha un segon pati cobert del 1919, sostingut per arcs rebaixats d'obra, suportats per columnes.

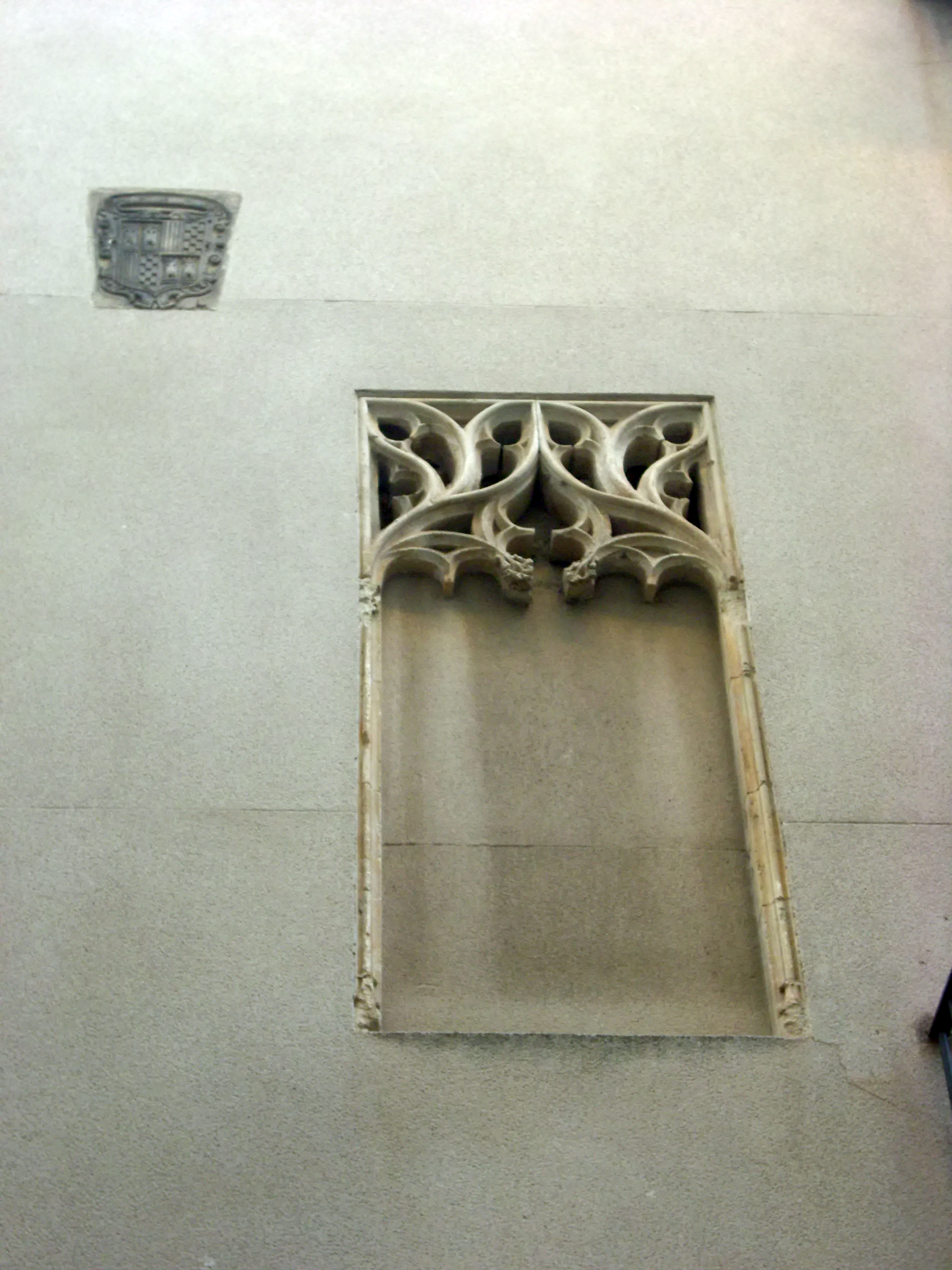
Escut dels Torres i finestrella gòtica

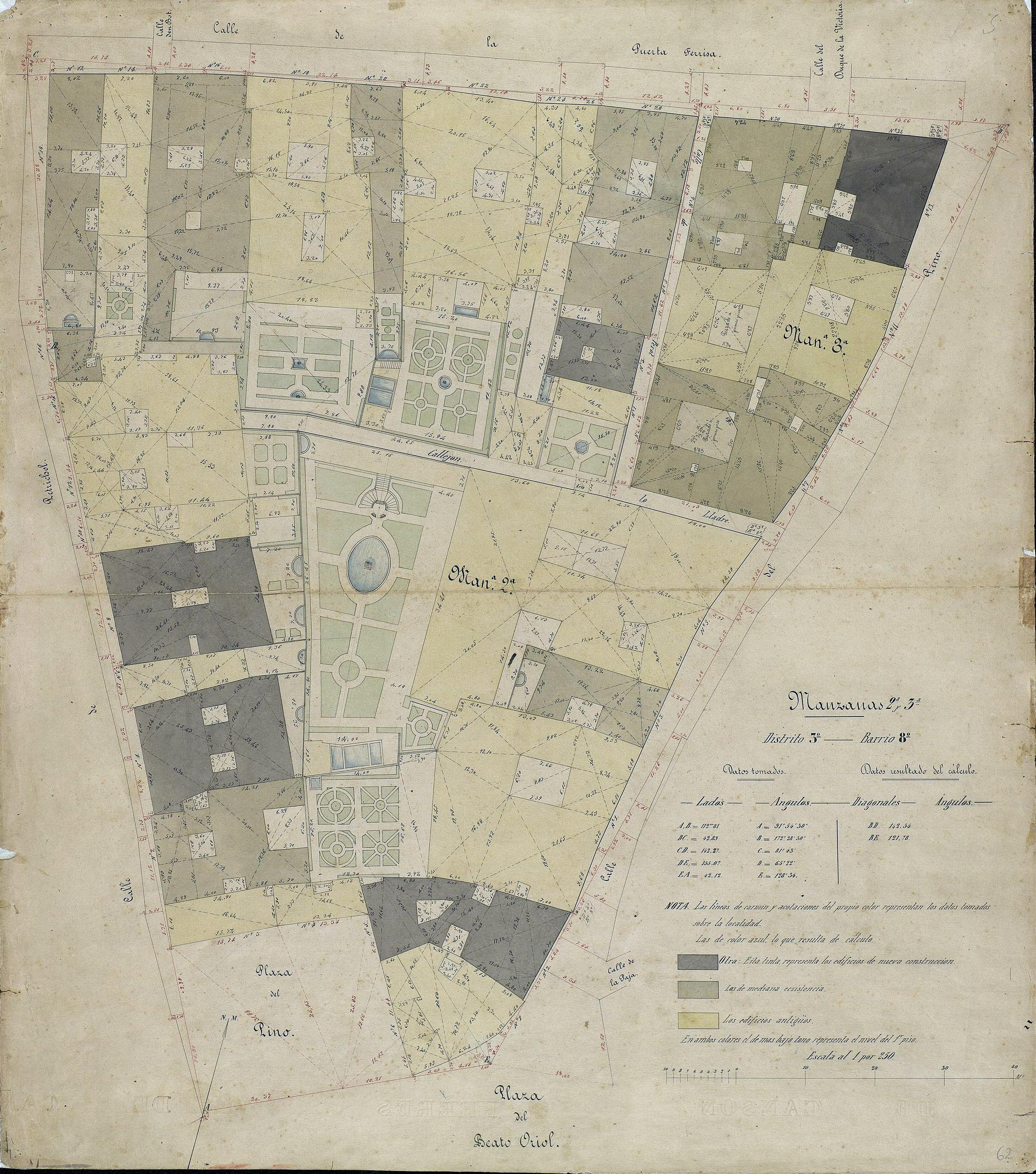
Quarteró núm. 62 de Garriga i Roca (c. 1860)

A la façana principal del carrer del Pi hi ha diverses finestres de mides i distribució irregular, entre les quals hi ha balcons amb baranes de ferro forjat i llosanes de rajoles. Arran de la reforma de 1992-1994, hi va quedar al descobert una finestrella gòtica.